# Konen i muddergrøften
Konen i muddergrøften, også kendt som Fiskeren og hans kone, er et eventyr af Brødrene Grimm.
Historien handler om en fisker, som bor med sin kone i en muddergrøft tæt ved havet. En dag tager fiskeren ned til havet for at fiske; her fanger han en flynder, som siger, den er en fortryllet prins og beder ham sætte den fri, og fiskeren kaster den ud igen. Da han kommer hjem og fortæller konen om flynderen, spørger hun ham, hvorfor han ikke har bedt om et ønske.
Derefter beordrer hun ham ned til havet for at skaffe flere og flere ønsker. Først ønsker hun sig et hus, dernæst et slot; så vil konen være konge, kejser, pave og til sidst Vorherre; men i stedet for at blive Vorherre ender hun i muddergrøften igen.